# 吳洪 (成化進士)
吳洪（1448年—1525年），字禹疇，號立齋，直隸蘇州府吳江縣人，匠籍，明朝政治人物。

## 生平
成化七年（1471年）辛卯科應天鄉試第七十五名舉人，十一年（1475年）乙未科二甲第三十四名進士。授南京刑部主事，升郎中，二十三年（1487年）二月出為貴州按察司副使，丁憂，服闋，弘治六年（1493年）三月復為廣東按察司副使，十一年（1498年）十一月升福建按察使，十四年（1501年）四月升太僕寺卿，十八年（1505年）十一月升工部右侍郎，督理易州山廠，正德元年（1506年）十二月令回工部管事，二年（1507年）閏正月升工部左侍郎，提督修理京通倉廒，二月提督修理上林苑海子行殿屋宇等處，三年（1508年）十二月升南京刑部尚書，五年（1510年）正月致仕歸里。嘉靖四年（1525年）卒，享年七十八歲。

## 家族
曾祖吳紹宗；祖父吳伯昂，贈太僕寺卿；父吳璋，贈太僕寺卿。子吳山、吳巖、吳㠐、吳崑。三子皆为進士。二女，一嫁副都御史徐源之子徐楶，一嫁副都御史毛珵之子毛錫疇。孫邦栋、邦柱、邦模、邦桢、邦本、邦杰、邦棐、邦榮、邦楷、邦材等。